# ألبين إبوندو
ألبين إبوندو (بالفرنسية: Albin Ebondo)‏ (مواليد 23 فبراير 1984 في مرسيليا - فرنسا) لاعب كرة قدم كونغولي كان يلعب لصالح نادي الدرجة الأولى تولوز الفرنسي منذ 2001. أنتقل لصالح نادي سانت إتيان في 2010. يلعب ابندو في مركز الظهير الأيمن .

## روابط خارجية
- ألبين إبوندو على موقع الاتحاد الأوربي (الإنجليزية)
- ألبين إبوندو على موقع رابطة كرة القدم الفرنسية للمحترفين (الإنجليزية)
- ألبين إبوندو على موقع قاعدة بيانات كرة القدم.إي يو (الإنجليزية)
- ألبين إبوندو على موقع كووورة